# Kernkraftwerk Golfech
Das Kernkraftwerk Golfech befindet sich in der Gemeinde Golfech (Département Tarn-et-Garonne) im Südwesten Frankreichs am Ufer der Garonne zwischen Toulouse und Agen, gegenüber der Mündung des Arrats und unterhalb der Mündung des Tarn. Eigentümer- und Betreibergesellschaft ist Électricité de France (EDF).
Das Kernkraftwerk besteht aus zwei Druckwasserreaktoren mit jeweils 1.310 MW elektrischer Nettoleistung, welche 1991 und 1994 in Betrieb genommen wurden. Das Kraftwerk hat zwei Naturzugkühltürme ausgestattet. Diese zählen mitAufsichtsbehörde  über 170 Meter Höhe zu den höchsten Kühltürmen Europas und haben einen geschlossenen Kühlkreislauf. Dies ist notwendig, da der Fluss Garonne, an dem das Kraftwerk gebaut wurde, besonders im Sommer nicht ausreichend Wasser zur Kühlung liefert, die Wasserentnahme aus der Garonne dient lediglich dazu, den Schwund durch die Verdunstung auszugleichen und die zusätzlichen Kreisläufe der Sicherheitseinrichtungen zu kühlen.
Im Jahr 2008 hat das Kraftwerk 17,1 Mrd. kWh (17,1 TWh) Strom produziert, was den damaligen jährlichen Strombedarf der ehemaligen Region Midi-Pyrénées vollständig abdeckte. In dem Kernkraftwerk, das ursprünglich mit vier Blöcken geplant worden war, sind rund 650 Personen beschäftigt.
Die französische Regierung hat 2020 eine Verlängerung um weitere 10 Jahre für alle in Betrieb befindlichen Reaktoren von 40 auf 50 Jahre Laufzeit angekündigt. Die Aufsichtsbehörde Autorité de sûreté nucléaire (ASN) genehmigte die Verlängerung 2021 unter Auflagen.

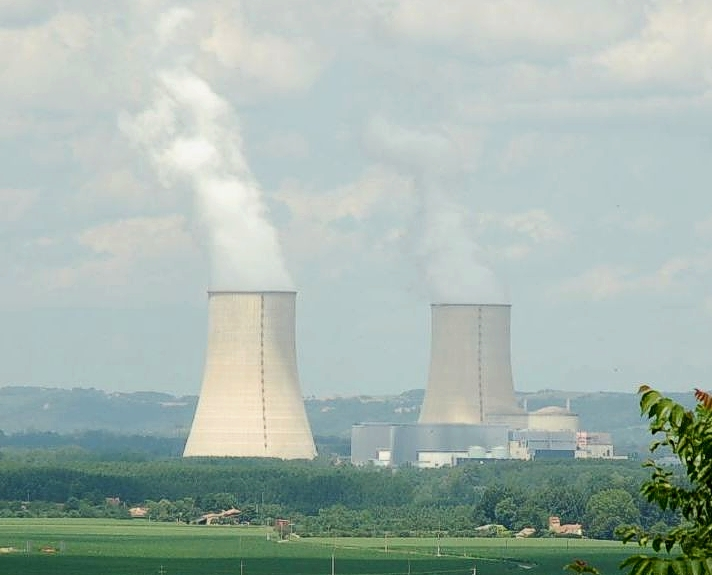
Kernkraftwerk Golfech

## Daten der Reaktorblöcke
Das Kraftwerk Golfech hat insgesamt zwei Blöcke:
| Reaktorblock | Reaktortyp         | Netto- leistung | Brutto- leistung | Baubeginn  | Netzsyn- chronisation | Kommer- zieller Betrieb | Abschal- tung |
| ------------ | ------------------ | --------------- | ---------------- | ---------- | --------------------- | ----------------------- | ------------- |
| Golfech-1    | Druckwasserreaktor | 1310 MW         | 1363 MW          | 17.11.1982 | 07.06.1990            | 01.02.1991              | 2041          |
| Golfech-2    | Druckwasserreaktor | 1310 MW         | 1363 MW          | 01.10.1984 | 18.06.1993            | 04.03.1994              | 2044          |